# 第33师团 (日本陆军)
第33师团（第33師団）是大日本帝國陸軍师团之一。

## 沿革

### 編成背景與初期戰歷
中国抗日战争全面爆发后，为替换下在中国大陆上第一线作战的甲種師團，以负责占領地警备和维持治安工作为目的而于1939年（昭和14年）2月7日新成立6個以三十為開頭的步兵師（32-38），為三團制編裝。33師在宮城縣仙台市成軍，通稱號为「弓」。
成軍後，第33師團立即被投入中國戰場，被配置在湖北省的第11軍作戰序列，首場戰役為1939年9月的第一次長沙會戰；1940年第33師團配屬於第13師團投入棗宜會戰，這在日方鐵道運輸單位運送給第13師團的補充人員之文件上可資證明。1941年初，中國派遣軍決定將第33師團挪用北方，在1941年3月執行錦江作戰，但在該役蒙受較大損失。但大部分部隊在1941年4月還是移防到山西省，但在這次移防33師取消了編裝中的偵查團。
日美開戰前，第33師團在1941年11月6日移編給第15軍，離開山西。

### 缅甸战役
太平洋战争開战後，就被编入第15軍的战斗序列参加缅甸攻略战，1942年（昭和17年）1月由泰国曼谷取道陆路揮軍缅甸。起初日军轻易的突破了英印联军的防线并迅速北上攻下油田地区，到5月底时第15軍就已经占领缅甸的几乎全部领土（第一次アキャブ作战）。此后第33师团一直在缅甸北部地区进行扫荡作战。1942年末，英印联军为重新夺回缅甸而进攻宫胁支队（以步兵第213联队为主力）驻守的阿吉布。宫胁支队在得到第15师团支援后，轻松击退了英印联军的进攻。

### 英帕尔战役
1944年（昭和19年）3月，第33师团与第15师团、第31师团一同参加了英帕尔战役。3月8日，第33师团先于其他部队率先度过钦敦江对英帕尔发起进攻。自北向南，第33师团以：左突击队（步兵第215联队为主力）、中突击队（步兵第214联队为主力）、右突击队（山本支队。步兵第213联队、战车第4联队为主力）这一作战态势展开阵型越过海拔2、3千米的高山，由南面接近英帕尔。但由于英印联军的抵抗和粮食的缺乏，第33师团损失近一半战力，推进至英帕尔以南约10公里处。此时要求停止“英帕尔作战计划”的时任师团长柳田元三被第15军司令官牟田口廉也中将撤换。7月13日，英帕尔作战正式停止。

### 英帕尔战役之后
英帕尔战役终止后第33师团开始从缅甸撤退往泰国。第33师团退入泰国后不久，就迎来了终战。

## 师团概要

### 歴代师团長
- 甘粕重太郎 中将：1939年（昭和14年）3月9日 - 1941年（昭和16年）1月20日
- 樱井省三 中将：1941年（昭和16年）1月20日 - 1943年（昭和18年）3月11日
- 柳田元三 中将：1943年（昭和18年）3月11日 - 1944年（昭和19年）5月16日
- （代理）田中信男 少将：1944年（昭和19年）5月16日 - 6月27日
- 田中信男 中将：1944年（昭和19年）6月27日 - 終战

### 最終所属部隊
- 步兵第213联队（水户）：河原右丙大佐
- 步兵第214联队（宇都宮）：林正直大佐
- 步兵第215联队（高崎）：柄田節大佐
- 山砲兵第33联队：龍福松中佐
- 工兵第33联队：八木茂大佐
- 輜重兵第33联队：松木熊吉中佐
- 第33师团通信隊：宮嶋清市少佐
- 第33师团兵器勤務隊：五十嵐善一郎大尉
- 第33师团衛生隊：久世清藏中佐
- 第33师团第1野战医院：阿部順一軍医少佐
- 第33师团第2野战医院：土井茂軍医少佐
- 第33师团防疫給水部：石橋嘉久藏軍医大尉
- 第33师团病馬廠：高橋威彦兽医少佐

## 英帕尔战役时期

### 师团幹部
1. 师团長：柳田元三（中將）→田中信男（到任時仅为少将，师团長代理。随着昇進为中将而正式就任。）
2. 步兵团長：山本募（少将）
3. 参謀長：田中铁次郎（上校）

### 隷下部隊
1. 步兵第213團 (軍隊)（右突進隊）（联队長：温井親光（大佐））
2. 步兵第214联队（中突進隊）（联队長：作間喬宜（大佐））
3. 步兵第215联队（左突進隊）（联队長：笹原政彦（大佐））
4. 山砲第33联队（联队長：福家政男（大佐））
5. 工兵第33联队（联队長：八木茂（大佐））
6. 輜重兵第33联队（联队長：松木熊吉（中校））
7. 通信隊
8. 衛生隊
9. 步兵第151联队（联队長：橋本熊五郎（大佐））（原隊：第53师团（安））（配属部隊，以下同）
10. 步兵第67联队第1营（大隊長：濑古三郎（上尉））（原隊：第15师团）
11. 步兵第154联队第2大隊（大隊長：岩崎勝治（大尉））（原隊：第54师团（兵））
12. 独立速射砲第14大隊（大隊長：川道乙巳（中佐））
13. 坦克第14联队（上田信夫（大佐）→井濑清助（大佐））
14. 野砲兵第54联队第1连（中隊長：星子友宏（大尉））
15. 野战重砲兵第3联队（联队長：光井一雄（大佐））
16. 野战重砲兵第18联队（联队長：真山勝（大佐））
17. 独立工兵第4联队（联队長：田口音吉（中佐））